# Sarong
 (mai 2017).
Si vous disposez d'ouvrages ou d'articles de référence ou si vous connaissez des sites web de qualité traitant du thème abordé ici, merci de compléter l'article en donnant les références utiles à sa vérifiabilité et en les liant à la section « Notes et références ».

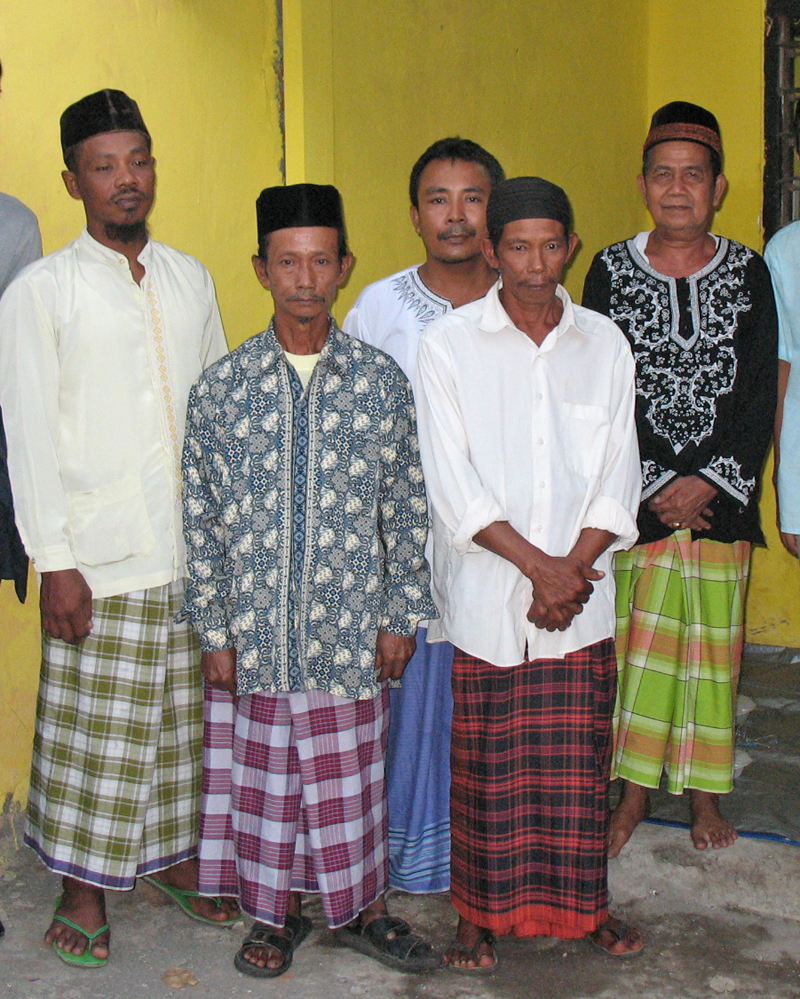
Hommes portant le sarong, ici lors d'une cérémonie religieuse musulmane à Surabaya, Java oriental.

Le sarong (du malais sarung, « étui ») est une pièce de tissu rectangulaire d'au moins un mètre de large dont on a cousu ensemble les deux petits côtés de façon à former un étui cylindrique. C'est un vêtement simple, et mixte, porté par les femmes, les hommes ou les enfants. Il peut être noué sur le côté, devant, ou simplement enroulé sur lui-même à la ceinture. Le sarong est couramment et traditionnellement porté en Asie du Sud-Est, en Asie du Sud, dans la péninsule arabique et sur de nombreuses îles du Pacifique. Le tissu a souvent des motifs tissés à carreaux, ou peut être de couleur vive au moyen d'une teinture batik ou ikat. De nombreux sarongs modernes ont des motifs imprimés, représentant souvent des animaux ou des plantes. Différents types de sarongs sont portés dans différents endroits du monde, notamment le lungi/saaram dans le sous-continent indien et l'izaar dans la péninsule arabique. 
Il en existe sans couture, tissées d'une seule pièce de manière tubulaire. Le sarong peut être fait de différentes matières : coton, soie ou polyester. Le sarong peut également être fait en tissu ikat, ou dans d'autres types de tissus, par exemple songket et tapis en Indonésie. En Indonésie, les tissus les plus employés comme sarong sont les damiers colorées, mais aussi parfois des batik locaux dans les régions musulmanes ainsi que le poleng dans les régions hindouistes.
Son utilisation est très large, allant du  vêtement que l'on porte chez soi pour être à l'aise, à une tenue de cérémonie. Il peut aussi servir à porter des objets ou un bébé ou jeune enfant, en bandoulière. 
Hors de l'Asie du Sud-Est, le mot « sarong » a pris simplement le sens d'une pièce de tissu rectangulaire que l'on enroule autour du bas du corps et que l'on noue à la hauteur des hanches. Le commerce maritime est une des voies de diffusion de ce type de vêtement. En Indonésie et en Malaisie, une telle pièce rectangulaire, non cousue, est appelée kain.
En Afrique (Nord, Est et Ouest notamment) existe aussi des pratiques vestimentaires (masculines et féminines) de pagnes noués autour de la taille et couvrant les cuisses ou les jambes ; cependant ces tenues ne sont pas des sarongs, n'en ont pas de lien historique ou culturel, relèvent d'autres traditions africaines, spécifiquement locales aux communautés ; à titre d'exemples, le capulana au Mozambique, ou la fouta portée par les hommes à Djibouti.

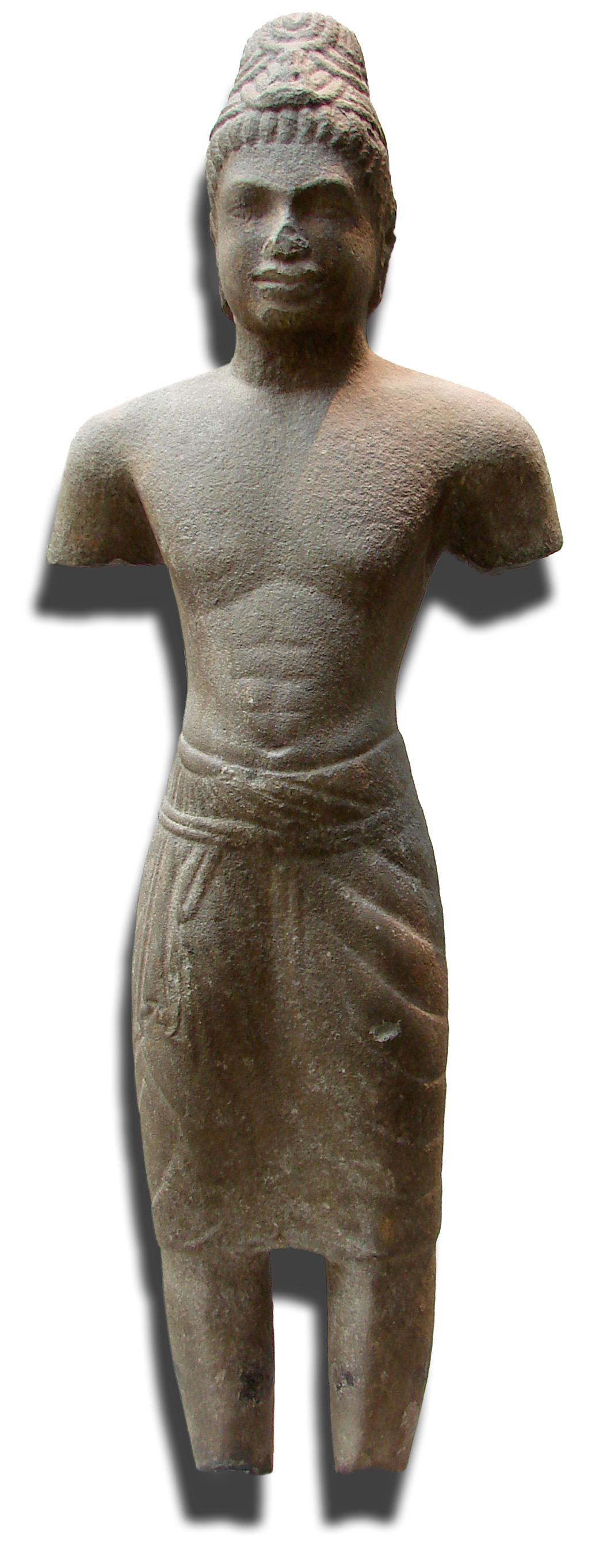
Sculpture cambodgienne datée du VIIe siècle.
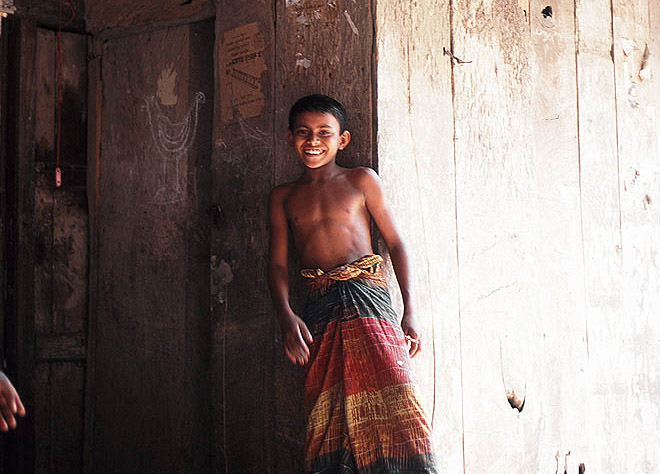
Sarong noué devant (Bangladesh).
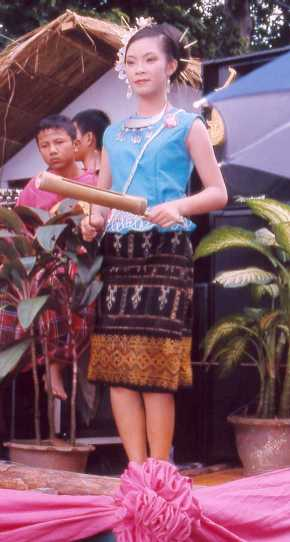
Jeune fille isan du nord-est de la Thaïlande en (sinh) sarong.
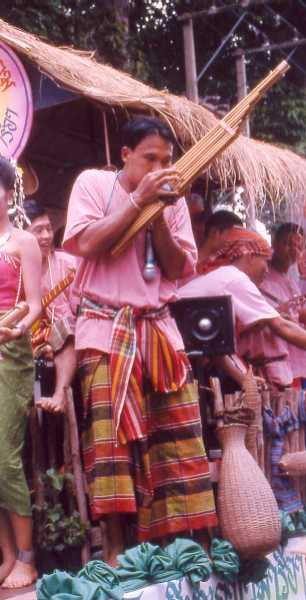
Ici, accompagné d'une ceinture du tissu de même ton et d'un motif proche.
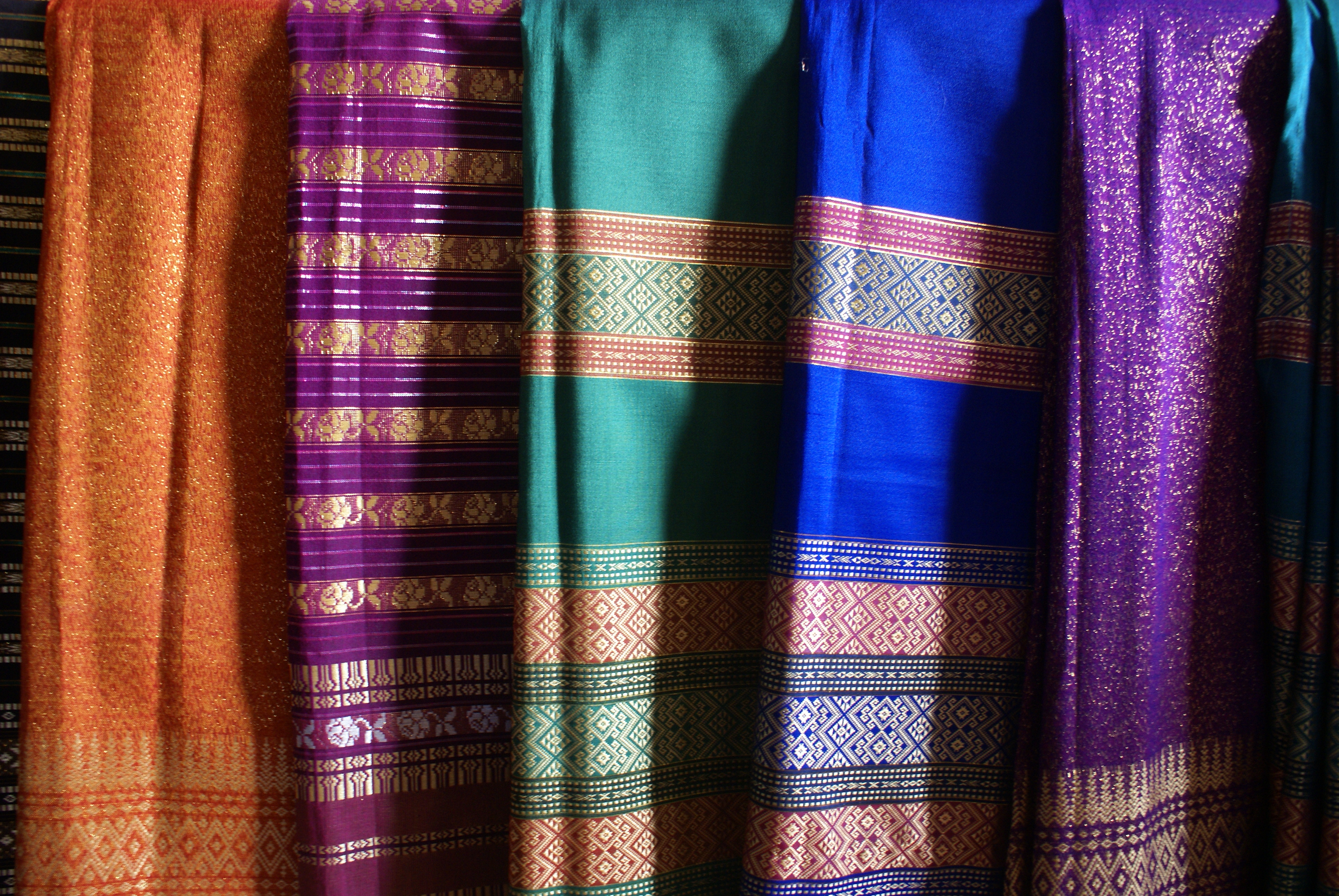
Tissus lao.